# سمكة الفيل البيترسية

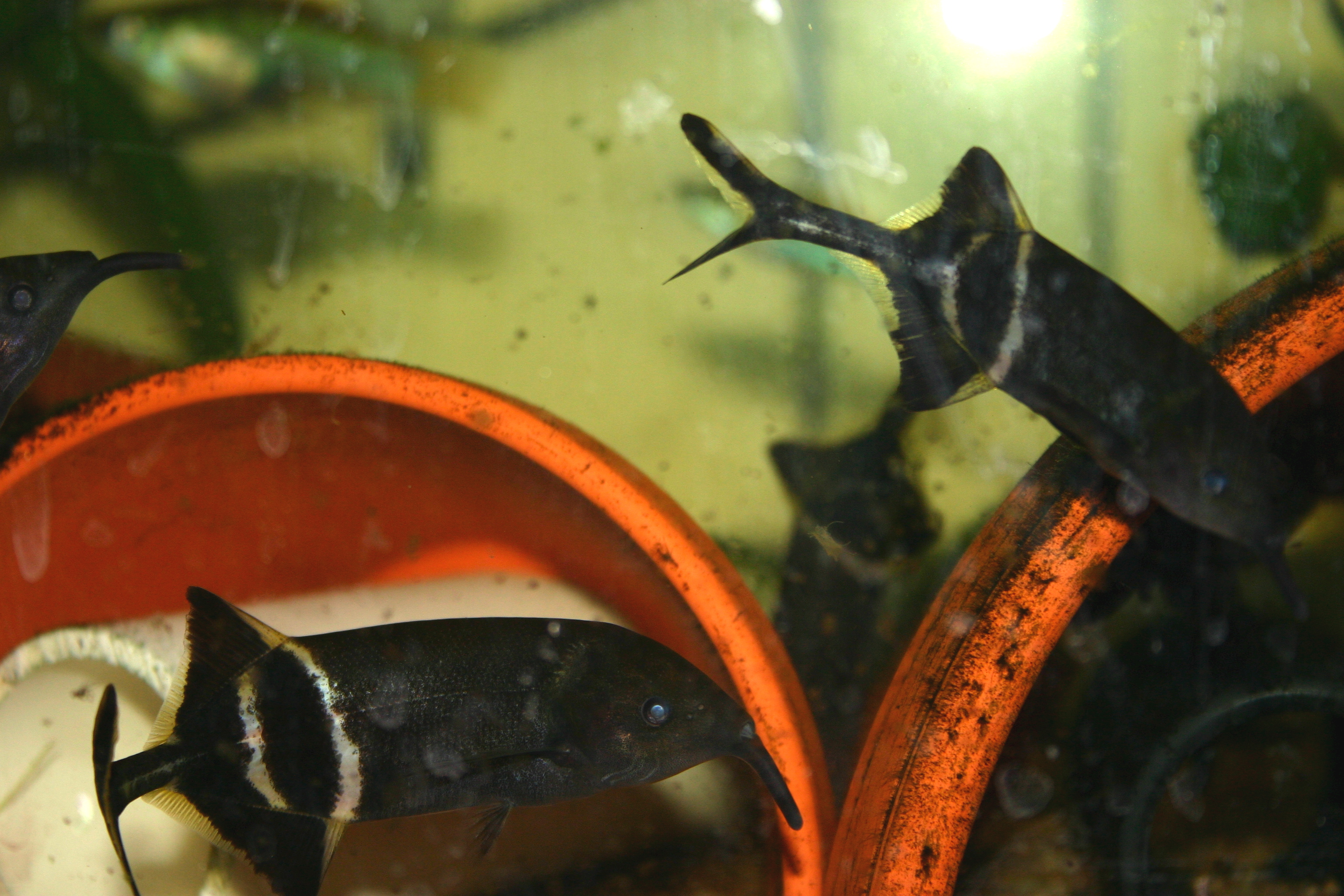

سمكة الفيل البيترسية (باللاتينية: Gnathonemus petersii)، (بالإنجليزية: Peters' elephantnose fish)‏ تنتمي لفصيلة الأسماك القنومية ، موطنها الأصلي في أنهار وسط وغرب أفريقيا. سمي هذا النوع نسبةً إلى عالم طبيعة الألماني فيلهلم بيترس.